# اوربار (راین-هونسروک)
اوربار (به آلمانی: Urbar) یک شهر در آلمان است که در راین-هونسروک واقع شده‌است. اوربار ۸۰۷ نفر جمعیت دارد.